# Momia de cerro Chuscha

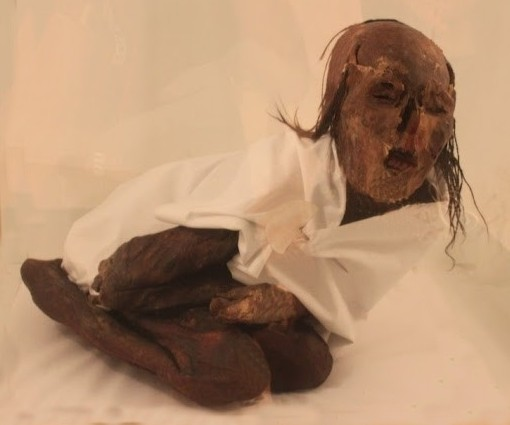
La «Reina del Cerro Chuscha» en exhibición en el MAAM, marzo de 2012

La Momia de cerro Chuscha, conocida localmente como La Reina del Cerro, también llamada momia de los Quilmes, corresponde a los restos momificados por las condiciones ambientales, de una niña, de entre ocho y nueve años de edad, hallada en una pre cumbre del cerro Chuscha, en el departamento Cafayate, en la provincia de Salta, Argentina. La niña fue sacrificada entre 1400 y 1532, en una ceremonia de capac cocha, durante el dominio incaico. 
La tumba de La Reina del Cerro fue violentada aproximadamente en 1922 por buscadores de tesoros. El cuerpo y numerosos objetos del ajuar sufrieron las consecuencias del tráfico ilegal de bienes culturales. Fue trasladada a Buenos Aires y paulatinamente despojada de los elementos que la acompañaban. Luego de ocho décadas de vagar por distintas colecciones privadas, la momia del Cerro Chuscha y las pocas piezas que se conservaron de su ajuar, fueron recuperados y están en exhibición desde 2006 en el Museo de Arqueológía de Alta Montaña. El conjunto se encuentra muy deteriorado.

## Historia

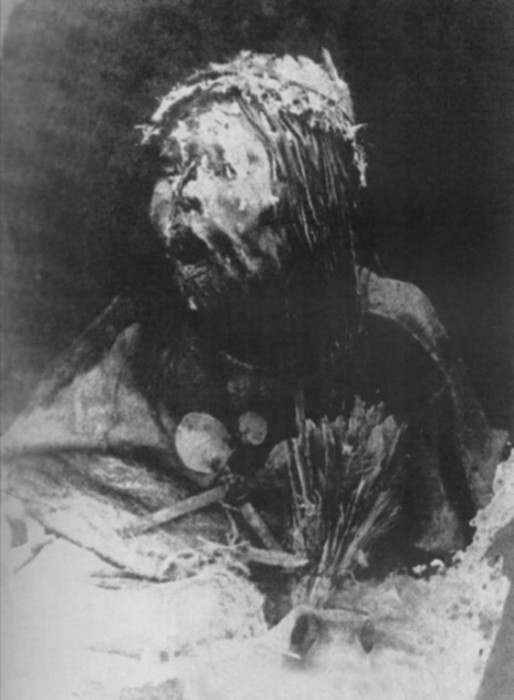
La «Reina del cerro». Fotografía de Sirolli, 1924

Entre los años 1920 y 1922 aproximadamente, el baquiano Felipe Calpanchay, quien tenía rodeo de llamas en los cerros, descubre lo que aparenta ser una tumba precolombina en una precumbre del cerro Chuscha a a 5175 m s. n. m. Junto a un minero chileno llamado Juan Fernández Salas, violentaron la tumba utilizando dinamita, y extrajeron el cuerpo momificado de una niña, junto con textiles, y diversos objetos que conformaban el ajuar funerario. La momia fue bajada hasta una finca de Tolombón, ubicada en la base de la montaña. Los habitantes de Tolombón la llamaron «Reina del Cerro» y mientras estuvo allí le prendieron velas y le entregaron ofrendas.
En el año 1922, un comerciante y coleccionista de objetos arqueológicos llamado Pedro Mendoza, compró la momia y la trasladó a Cafayate, para sumar esta pieza a su ya rica y surtida colección.  Mendoza puso la momia en exhibición en una de las viviendas más antiguas del lugar, conocida como «la casa de Mendoza», cobrando entrada a los visitantes.
En 1924, Amadeo Rodolfo Sirolli, un profesor salteño, se entera de la existencia de la momia y realiza un minucioso inventario y descripción detallada de sus características físicas generales, vestimenta y ajuar, y toma además unas cuantas fotografías. Lamentablemente, Sirolli no da a conocer nada de lo observado, sino hasta el año 1954.
A fines de 1924, Mendoza vendió la momia a Perfecto Bustamante, un herboristero y coleccionista de objetos arqueológicos de la ciudad de Buenos Aires. Bustamante puso la momia en exhibición en su local comercial.
En 1935, la viuda de Bustamante entregó la momia a Absjorn Pedersen a cambio de una instalación de gas. Pedersen era ingeniero y un arqueólogo aficionado, y tenía el objetivo nunca realizado de tener su museo privado. Pedersen depositó la momia en el sótano de su casa junto a otros objetos arqueológicos donde permaneció sin ningún cuidado durante cincuenta años.
Luego de cincuenta y tres años de silencio, en abril de 1977, Sirolli publica una cartilla titulada «La Momia de los Quilmes», donde da a conocer la información descriptiva y la fotografía de la momia tomada en 1924. Luego de esta publicación diversas entidades y personas se interesan por la búsqueda de la momia, incluso se muestra la fotografía por televisión a fin de solicitar información sobre su paradero.
En 1985, en los últimos años de su vida, Asbjorn Pedersen remata su colección, excepto la momia, que es vendida a un anticuario de San Telmo por la suma de 48 dólares. Poco después, la momia es ofrecida en una exposición y venta de «objetos arqueológicos». El odontólogo Carlos Colombano adquiere esta pieza para su museo privado «Chavín de Huántar», ubicado en Martínez.
En 1991 la momia es vista e identificada por Marcelo Scanu cuando era exhibida en la vidriera de un banco en la calle Florida de la Ciudad de Buenos Aires gracias a la fotografía publicada por Sirolli en 1977.
En 1996 el Centro para la Conservación del Patrimonio de Alta Montaña de Salta organiza una expedición para explorar las serranías del Cajón en búsqueda del lugar exacto de donde habían sido extraídos los restos. En esta búsqueda participaron Juan Schobinger, Antonio Beorchia Nigris, Christian Vitry y otros andinistas. Esta operación fue posible gracias a las fotografías y testimonios que, a fines de los años 80, el periodista e historiador Roberto Vitry había obtenido de Juan Bühler, quien, a pesar de su avanzada edad, conservaba una notable lucidez y memoria, y que había sido amigo de Juan Fernández Salas, una de las personas que extrajeron la momia en 1922.
En el año 2001, la Fundación CEPPA, Centro de Estudios para Políticas Aplicadas, adquiere el cuerpo con el pequeño ajuar que aún se conservaba, y destina fondos para realizar los primeros estudios científicos y trabajos de conservación. Gracias a los estudios propiciados por la Fundación CEPPA pudieron conocerse algunos aspectos de la vida y muerte de esta niña sacrificada durante el dominio inca.
Luego de ocho décadas de vagar por distintas colecciones privadas, sótanos y armarios, en 2006, la momia del Chuscha vuelve a la provincia de Salta gracias a la donación de Matteo Goretti. La «Reina del cerro» ahora forma parte del patrimonio cultural en exhibición del Museo de Arqueología de Alta Montaña.

## El yacimiento arqueológico

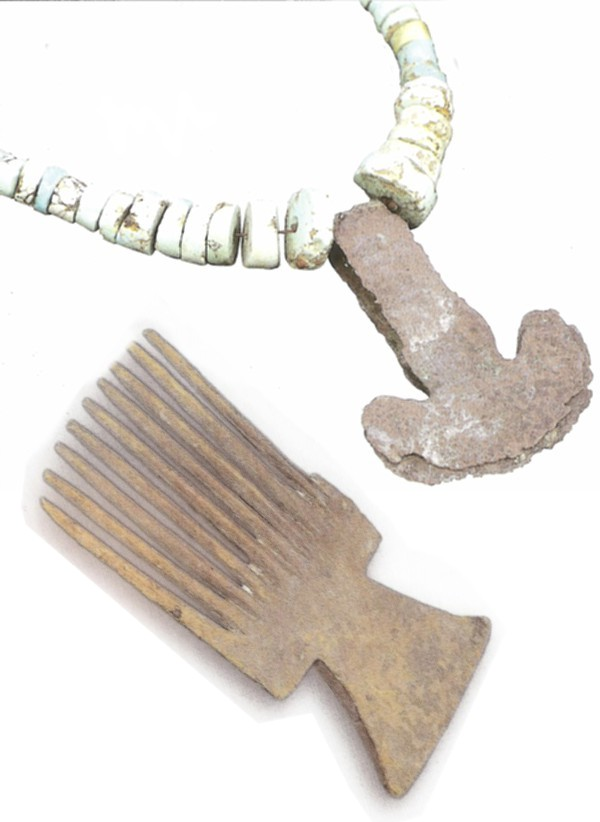
Collar de malaquita y peine de madera

Se identificaron tres yacimientos arqueológicos en el cerro Chuscha, dos sobre el filo oriental, y uno sobre el filo occidental.
El primer sitio, ubicado sobre el filo oriental, a 5165 m s. n. m., se encuentra en una explanada precumbrera llana y extensa, y consta de dos estructuras, ambas orientadas al este; un recinto de planta circular, y un posible rectángulo ceremonial. En una precumbre del filo occidental, a 5300 m s. n. m., se detectaron indicios de una excavación previa, junto a abundantes fragmentos de leña. El otro sitio corresponde al "altar-ofrendatorio" de forma circular, descubierto sobre el flanco de la cumbre principal, a unos 5400 m s. n. m. de altura. Se señala la importancia de este sitio, como evidencia de haberse quemado ofrendas, a lo que se agrega el hecho de haberse sacrificado el cérvido taruca o huemul andino, del cual se conservó sólo una pata delantera y otra trasera. También es interesante el hallazgo en este sitio de una laminilla de oro y un objeto de valva Spondylus que apareció desmenuzado (sin embargo, la pequeña pieza de oro quedó perdida).
Los estudios bioantropológicos, de ADN, cabello y del entorno realizados por la Fundación CEPPA permitieron estimar la edad de la niña al momento de su muerte en ocho años y medio, su estatura era de 110,4 cm, su cabeza no presenta deformación intencional; y un año antes de su muerte su alimentación constituía la dieta normal del consumo andino, mientras que seis meses después el consumo de maíz se acentuaba hasta hacerse excluyente.
Se determinó que la causa de la muerte de la niña fue una herida punzante en el hemitórax derecho, que ingresó por su espalda, causando un shock traumático hemorrágico, esto se denota con la expresión de dolor que presenta la momia.
El análisis del cabello de la niña no registró el consumo de hojas de coca que era frecuente en estos rituales. Por ejemplo, se recuerda la presencia de la coca en el Aconcagua, Llullaillaco, El Plomo, y en algunos sitios sin momias; su presencia es casi lógica en estas ceremonias; en el caso del Chuscha, decía Sirolli, que dentro de las chuspas que pendían del cuello de la momia "halláronse restos de hojas de coca pulverizadas". En la chuspa del ajuar no había vestigios de ello, lo que se podría explicar por el haber sido "lavada" por alguno de sus anteriores poseedores; aunque podría haber otra explicación, en caso de que originalmente hubiera habido dos chuspas, la coca habría estado en la que se perdió.
Las ofrendas recuperadas de este yacimiento constan de un bolso o chuspa de lana con decoración de franjas verticales, una escudilla de cerámica, otra similar hecha en cestería y tres peines, uno de madera y otros dos finamente trabajados con espinas de cactus.
El cabello de la momia estaba peinado con finas trenzas. Llama la atención la carencia de algún tipo de calzado, presente en otras momias de altura; pero cabe la posibilidad de su sustracción en la época de su descubrimiento. Lo mismo sucede respecto a las estatuillas y objetos de oro y plata que según datos y testimonios habrían acompañado a la momia; su existencia se comprueba sin duda por los lugareños, que llegaron a hablar de "cuatro a cinco kilos de oro y otros tantos de plata". Esto sin duda debe haber sido una gran atención para los excavadores, quienes probablemente se las echaron inmediatamente "al bolsillo" por su valor, situación similar a las del cerro Esmeralda y el cerro El Plomo.
Respecto a su vestimenta, consistía en un uncu, o túnica, con decoración ajedrezada tricolor, en el pecho llevaba tres tupus de plata (perdidos) y un penacho de plumas verdes y rojas sostenido por una vincha de excepcional belleza de la que cuelga un adorno rectangular de Spondylus. Se encontraron, además, una faja y un collar de piedras, pero su asociación con el individuo es dudosa.
El deterioro sufrido es evidente en la comparación de la fotografía de 1924 con la de 2012. La momia perdió completamente la nariz, casi todo el cabello y gran parte de la piel del cráneo. No se sabe cuántas piezas del ajuar se perdieron dado que la lista confeccionada por Sirolli en 1924 no fue dada a publicidad.